# Eric Sato
Eric Anthony Teruo Sato, född 5 maj 1966 i Santa Monica i Kalifornien, är en amerikansk före detta volleybollspelare.
Sato vann guld vid panamerikanska spelen 1987, OS 1988 och VM 1990. Han främst baklinjespelare och passare. Hans syster Liane Sato spelade med USA:s damlandslag i volleyboll. Han har förutom volleyboll även spelat beachvolley.